# Cento Carnevale D'Italia
Cento Carnevale D'Itália é uma sociedade carnavalesca italiana da cidade de Cento, famosa no Brasil por abrir diversas vezes durante a década de 1990 e primeira década do século XXI o Desfile das Campeãs na Marquês de Sapucaí. O Cento ficou famoso por jogar ursos de pelúcia de seu carro alegórico para as arquibancadas do sambódromo carioca, desfilando ao som de músicas carnavalescas italianas.